# Kochin

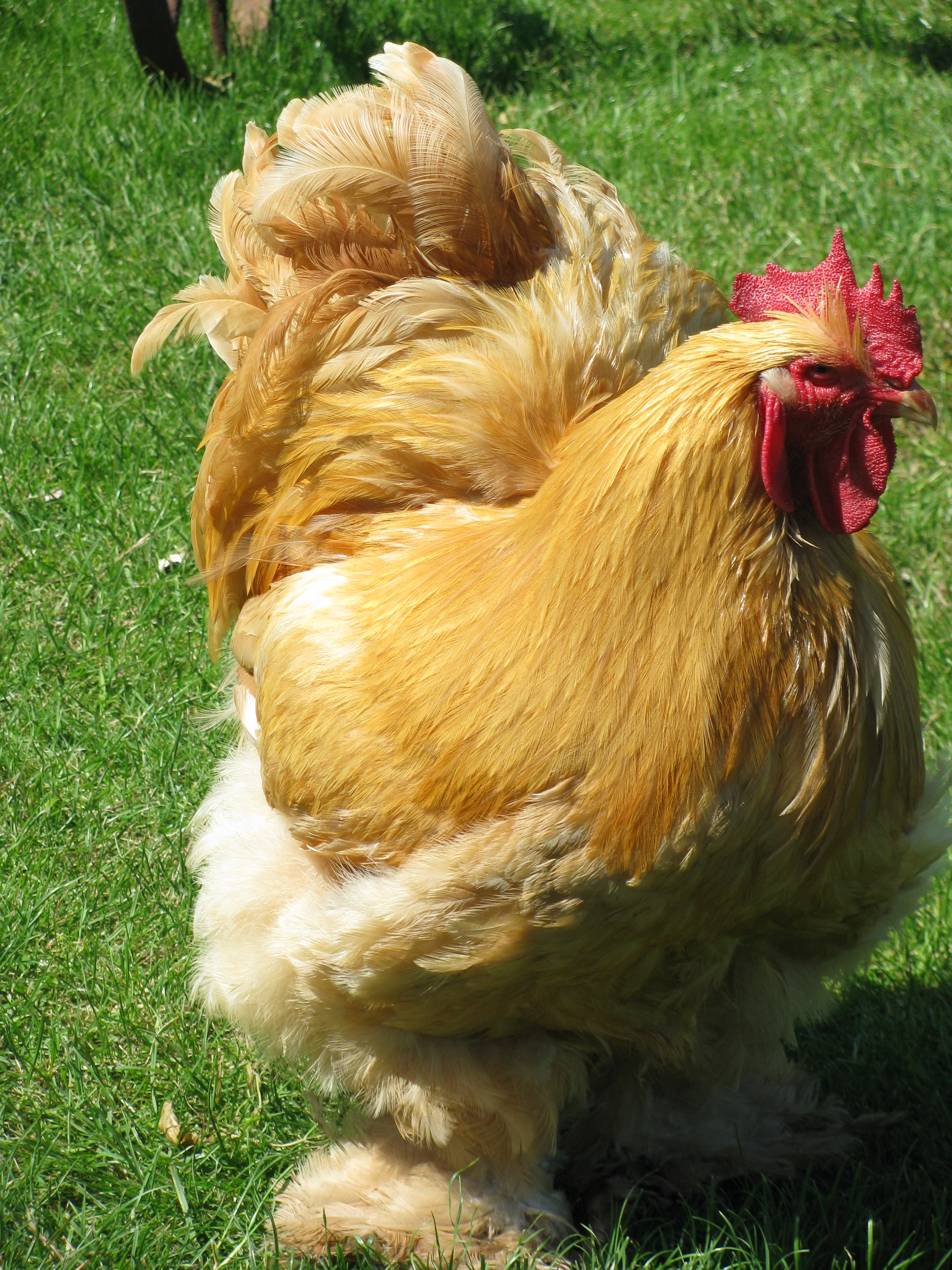
Gul kochin, tupp.

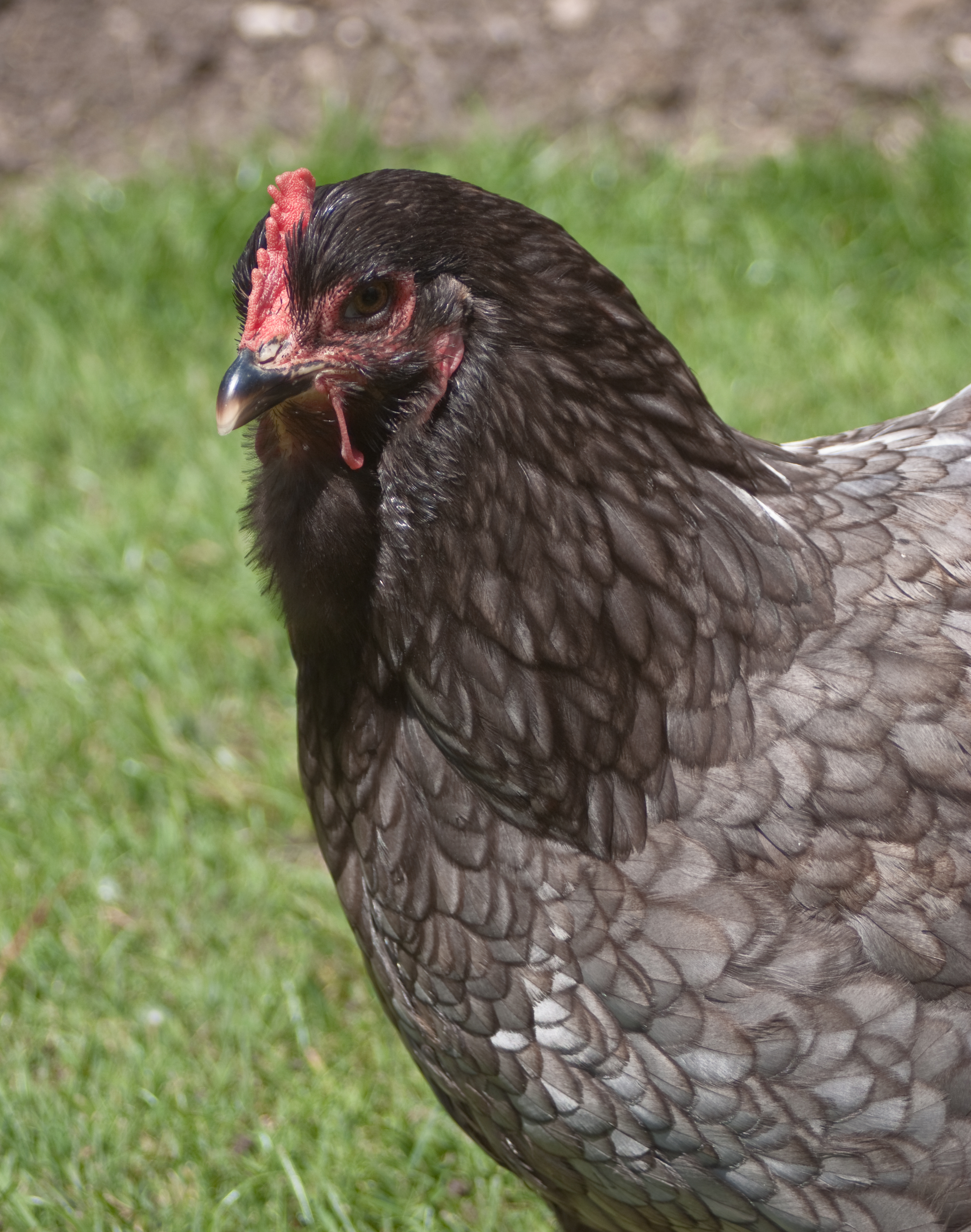
Blå kochin, höna

Kochin, ursprungligen cochinchina, är en tung hönsras som härstammar från Kina där den var känd redan på 1300-talet. Den importerades till Europa i mitten av 1800-talet och betraktas inte som en särskilt produktiv värpare. Däremot hålls den ofta för utställning och är flitigt använd vid framavel av nya hönsraser. Trots namnets likhet är kochin inte att förväxla med dvärgkochin, som är en urdvärg.
Kochin finns i flera olika färgvarianter. Det är en stor ras, en höna väger 3-4,5 kilogram och en tupp väger 3,5-5,5 kilogram. Dess mjuka och lite fluffiga fjädrar gör också att den ser större ut. Till temperamentet är den lugn.
Äggen har brungulaktigt skal och väger ungefär 53 gram. Hönorna är ruvvilliga och de ser även efter kycklingarna väl. Kochin hör inte till de snabbvuxna hönsraserna, individerna blir fullvuxna först vid omkring 10 månaders ålder. 
Bland de hönsraser som har kochin i sin härstamning finns bland annat amrocks.

## Färger
- Blå
- Blå/rapphönsfärgad
- Grå/vågrandig
- Gul
- Gul/columbiatupp
- Ljus/columbia
- Rapphönsfärgad
- Svart
- Svart/vitfläckig
- Vit